# Grauschwanznymphe
Die Grauschwanznymphe (Lampornis cinereicauda) ist eine Vogelart aus der Familie der Kolibris (Trochilidae), die in Costa Rica endemisch ist. Der Bestand wird von der IUCN als „nicht gefährdet“ (least concern) eingeschätzt. Die Art gilt als monotypisch.

## Merkmale

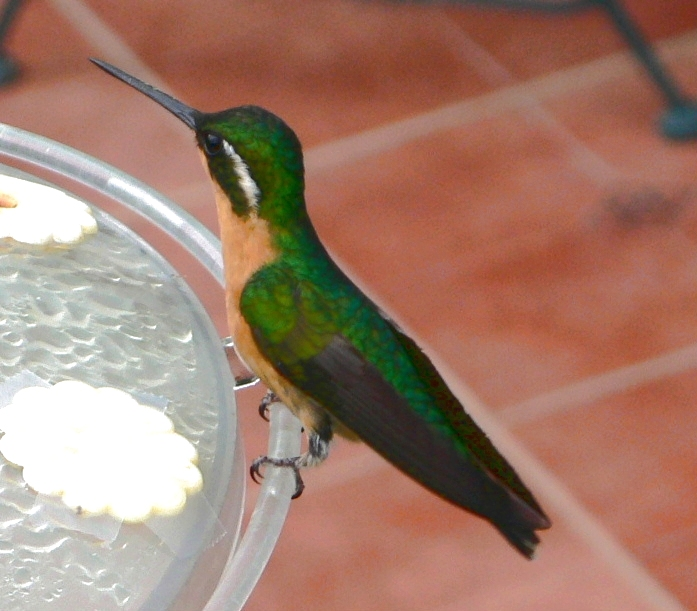
Grauschwanznymphe ♀

Die Grauschwanznymphe erreicht eine Körperlänge von etwa 10 bis 11,5 cm bei einem Gewicht der Männchen von ca. 5,7 bis 6,2 g und der Weibchen von ca. 4,7 bis 5,1 g. Der gerade mittellange Schnabel ist schwarz. Das Männchen  hat einen türkisen vorderen Oberkopf. Der Ringkragen ist blau mit einigen blauen und violetten Federn am unteren Rand. Ein auffälliger weißer Hinteraugenstrich ziert das Gesicht. Der Rest der Oberseite ist hell bronzegrün. Die Kehle ist weiß, die Brust ist matt dunkel grün. Der Bauch ist grau, der eingekerbte Schwanz aschgrau und dunkler an der Spitze. Dem Weibchen fehlt die bläuliche Färbung des Oberkopfs und der weiße Kehlkragen. Die grünen Bereiche wirken matter und haben etwas mehr bronzefarbene Tönung. Die Unterseite ist zimtfarben. Der Schwanz ist matt bronzegrün mit blauschwarzem Band und weißen seitlichen Spitzen an den Steuerfedern. Die ersten Kragenfedern männlicher Jungvögel sind weiß bis gelbbraun, manchmal mit einer leichten violetten Tönung. Das junge Weibchen hat an den Oberkopfseiten und den Ohrdecken rostfarbene Säume an den Federn.

## Verhalten und Ernährung
Die Grauschwanznymphe bezieht ihren Nektar wohl von den gleichen Pflanzen wie die Weißkehlnymphe (Lampornis castaneoventris (Gould, 1851)). Insbesondere das Männchen verteidigt sein Territorium rund um Blüten wie die zu den Heidekrautgewächsen gehörenden Gattungen Satyria und Cavendishia sowie Bromeliengewächse und Unterholzgestrüpp an den Waldrändern oder -lücken wie beispielsweise Centropogon und Alloplectus gegen andere Vögel. In den höheren Höhenlagen ist die Art dem noch aggressiveren Feuerkehlkolibri (Panterpe insignis Cabanis & Heine, 1860) untergeordnet.

## Fortpflanzung
Die Brutzeit der Grauschwanznymphe ist in Costa Rica von Oktober bis April, reicht also von der Regen- bis in die frühe Trockenzeit. Das kompakte kelchförmige Nest  besteht aus blassen oder braunen Pflanzenabfällen, feinen Fasern, Baumfarnschuppen, Zweigen von feinem Lebermoos und Spinnweben. Die Außenseite wird mehr oder weniger stark mit Moosteilen und Flechten verziert. Das Nest wird in ein bis drei Metern über dem Boden im Unterholz in schattigen Wäldern angebracht. Oft sind diese seitlich von Wegen oder an Waldlücken zu finden. Ein Gelege besteht aus zwei weißen Eiern. Die Brutdauer ist 17 bis 18 Tage. Nach 22 bis 23 Tagen werden die Nestlinge flügge.

## Lautäußerungen
Der Gesang ist eine Mischung aus plappernden und sprudelnden Tönen. Die Laute beinhalten wiederholte, etwas nasale oder piepsig klingende pipipick-Töne, die gelegentlich wie eine rasselnde Sequenz von pe-pe-prrrrr-Lauten oder nach einem lebhaften rollenden tssrrt klingen.

## Verbreitung und Lebensraum

Verbreitungsgebiet der Grauschwanznymphe

Die Grauschwanznymphe bevorzugt kühlere Waldberge, speziell mit Eichenbeständen. Meist kommt sie in Höhenlagen zwischen 1850 und 3000 Meter vor. In Gegenden, in denen sie vorkommt, wird sie oft unter 2000 Metern durch die Purpurkehlnymphe (Lampornis calolaemus (Salvin, 1865)) abgelöst. Man sieht die Grauschwanznymphe meist in den Baumkronen und an Waldrändern von Bergwäldern. Das Weibchen brütet eher im Unterholz. An Waldrändern, halboffenen Gebieten und angrenzender Sekundärvegetation oder halboffenen Anbaugebieten findet man beide Geschlechter in den Straten auf Gebüschhöhe.

## Migration
Die Grauschwanznymphe wandert nach der Brut gelegentlich in Höhenlagen zwischen 1200 und 1500 Meter runter.

## Etymologie und Forschungsgeschichte
Die Erstbeschreibung der Grauschwanznymphe erfolgte 1867 durch George Newbold Lawrence unter dem wissenschaftlichen Namen Oreopyra cinereicauda. Das Typusexemplar wurde von einem Herrn Garsia in Costa Rica gesammelt. Es war 1827 William Swainson, der die neue Gattung Lampornis einführte. Dieser Name leitet sich von den griechischen Wörtern λαμπάς lampás für „Fackel, Leuchte“ und ὄρνις órnis für „Vogel“ ab. Der Artname cinereicauda ist ein lateinisches Wortgebilde aus cinereus für „aschgrau“ und cauda für „Schwanz“.
Birds of the World erkennt die Grauschwanznymphe nicht als eigene Art an, sondern ordnet sie als Unterart  Lampornis castaneoventris cinereicauda der Weißkehlnymphe zu.